# 陳玟陵
陳玟陵（1994年8月16日—）是台灣女性角力運動員，素有「角力甜心」之稱。曾為里約奧運中華臺北代表團的成員。

## 生平
陳玟陵畢業於台灣體大，小學本來練習田徑，國中練習柔道，於2009年高中一年級時才開始接觸角力。
2016年3月，陳玟陵於哈薩克舉行的奧運角力亞洲區資格賽取得里約奧運參賽資格，為中華台北隊史第一位女子奧運角力國手，也是自1988年漢城奧運結束後，相隔28年來的首名中華台北角力選手。陳玟陵立志此屆奧運要「闖進8強」，但首場比賽對決蒙古國選手娜桑布爾瑪時右肩脫臼，裁判認定無法繼續比賽，故未能繼續參賽，上場時間僅有77秒。

### 參與國際賽事
| 名稱                     | 名次           | 隊伍     |
| ------------------------ | -------------- | -------- |
| 2016年里約奧運           | 未晉級         | 中華臺北 |
| 2013年世界角力錦標賽     | 未有得名       | 中華臺北 |
| 里約奧運角力亞洲區資格賽 | 分組第2        | 中華臺北 |
| 2015年亞洲角力錦標賽     | 銅牌（第三名） | 中華臺北 |
| 2018年亞洲運動會         | 第五名         | 中華臺北 |

## 外部連結
- 陳玟陵的Facebook專頁